# Invulnérable (roman)
Invulnérable (titre original : Invincible) est le deuxième roman de la série de science-fiction Par-delà la frontière de l'écrivain Jack Campbell. Il est paru aux États-Unis en 2012 puis a été traduit en français et publié par les éditions L'Atalante la même année.
Cette série est la suite de la série La Flotte perdue. L'auteur mène la flotte à travers les systèmes d'étoiles inexplorées à la rencontre des extraterrestres.
Elle se déroule en même temps que les événements de la série Étoiles perdues.

## Résumé
Après la bataille, Geary accepte la destruction de l’Invulnérable sans récupérer des pièces détachées car ce nom est l’équivalent d’un porte poisse dans la flotte. La forteresse qui garde le point de saut dévie les frappes cinétiques.
Les nouveaux extraterrestres ressemblent à des petits ours ayant un museau de vache. Les Humains décident de les appeler Vachours, ils sont herbivores, leur planète est surpeuplée et entièrement couverte de bâtiments. Ils ont éliminé toutes les espèces végétales et animales non nécessaires à leur besoins et ne combattent qu’à des vitesses inférieures ou égales à 0,17 c, groupés sous les ordres d’un chef. Ils refusent tout contact en ne répondant pas aux messages.
Geary multiplie les manœuvres en s’approchant du point de saut, de façon à rendre fou furieux le commandant de la flotte qui le poursuit. Il parvient à interposer l’armada vachourse entre la forteresse qui garde le point de saut et sa flotte, l’empêchant ainsi de décimer ses navires. L’engagement se faisant à 0,19 c, l’Alliance ne subit que peu de dégâts et parvient à quitter le système de Pandora.
Pendant le trajet, Geary s’entretient seul à seul avec Benan, le mari de Rione, qui peut enfin parler librement. Car ayant travaillé sur des projets interdits et ultra-secrets concernant la guerre biologique, il a subi un blocage mental après sa démission et sa réaffectation. Geary pense que quelqu’un au courant des activités passées de Benan, exerce un chantage sur Rione, il décide de tout faire pour le soigner.
La flotte arrive dans un système tenu par une 3e race d’extraterrestres, ils ont des vaisseaux ovoïdes parfaitement lisses et adoptent des formations complexes et magnifiques. Geary envoie un message de paix, peu après l’armada vachourse qui le poursuivait arrive. Il reçoit une communication des extraterrestres qui gardent le système, ils ressemblent à des hybrides d’araignées et de loup. Les Lousaraignes ont joint un programme d’apprentissage qui va permettre de communiquer. Les Humains et les Lousaraignes affrontent les Vachours et les déciment. Geary décide d’arraisonner un supercuirassé vachour qui n’a pas été détruit, les fusiliers parviennent à en prendre le contrôle. L’amiral Lagemann rencontre Geary pour lui signaler que les Enigmas vont certainement attaquer et détruire Midway pour interdire l’accès à leur territoire, il obtient le commandement du supercuirassé.
Le médecin en chef de la flotte informe Geary qu’il ne pourra obtenir la levée du blocage mental de Benan que lors de son retour et avec l’accord des autorités. Geary apprend que chaque point de saut est protégé par une très grosse mine furtive ayant la même capacité destructrice qu’un portail de l’hypernet. Les Lousaraignes acceptent que la flotte emprunte un portail hypernet pour regagner plus vite Midway à la condition qu’un détachement de six ovoïdes les accompagnent en mission diplomatique jusqu’au territoire de l’Alliance. Quatre cuirassés endommagés sont arrimés au supercuirassé pour le tracter puis avec le reste de la flotte sautent vers un système habité par les Lousaraignes, équipé d’un portail. Geary est informé que les Lousaraignes ne combattront pas les Enigmas sauf s’ils sont attaqués.
A l’arrivée, la flotte rejoint par point de saut un système protégé lui aussi par des mines furtives. Avant de sauter vers Hua, système énigma, Geary fait part à Duellos de tous ses soupçons concernant l’attitude de certains dirigeants de l’Alliance et du QG de la flotte. L’expédition a été lancée trop vite, le QG a tenté de reprendre la majorité de la force d’auxiliaires ainsi que les personnels ayant des compétences sur l’hypernet, le gouvernement fait construire en secret des navires qui devraient durer plus longtemps et l’on fait chanter Rione. Tous ces faits montrent que plusieurs factions cherchent à faire disparaitre la flotte de Geary pour laisser le champ libre à quelqu’un d’autre.
De Hua désertée par la flotte énigma, les vaisseaux sautent vers Pele, où ils aperçoivent 222 navires qui vont emprunter le point de saut vers Midway. Geary décide de scinder sa flotte pour créer une force de traque rapide, laissant le supercuirassé rebaptisé l’Invulnérable par Lagemann qui espère mettre fin à la malédiction, et les autres navires suivre au mieux de leur vélocité sous les ordres du capitaine Armus.
Dans le système de Midway, la flotte de l’Alliance aperçoit les Enigmas qui leur font face, une petite flotte syndic dirigée par le commandant en chef Boyens près du portail de l’hypernet et d’autres navires relevant des autorités de la planète, la présidente Iceni et le général Drakon qui ont fait sécession. La bataille s’engage, les Enigmas sont décimés mais lancent des frappes cinétiques vers Midway. Les Lousaraignes interviennent et détruisent ces frappes, devant leurs magnifiques manœuvres les Humains les rebaptisent : Danseurs.
Geary contacte Iceni et Drakon qui lui accordent le droit d’exploiter certains astéroïdes pour approvisionner ses auxiliaires en matériaux bruts. Il s’oppose aux exigences de Boyens concernant Midway, le supercuirassé et les Lousaraignes. Boyens lui fait comprendre que les Syndics manigancent dans l’Alliance et vont entraver son retour. Rione et Geary décident de laisser le capitaine Bradamont comme officier de liaison sur Midway.